# 近代音楽
近代音楽（きんだいおんがく）は、西洋のクラシック音楽においておおよそ20世紀初頭（あるいは19世紀末）頃から第二次世界大戦の終わり頃までの音楽を指す。
それ以降の音楽は現代音楽と呼ばれるが、本稿で扱う近代音楽に対しての現代音楽との境界は現在も議論が続き、第二次世界大戦後、1950年などいくつかの意見がある。また、このような分類をしないで20世紀以降を全てまとめて現代音楽とするという考えもある。本稿では冒頭の通り、20世紀初頭から第二次世界大戦の終わりまでを近代音楽と定義する。

## 概論（ヨーロッパ）

### ドイツ語圏

#### 後期ロマン派の延長から無調音楽へ
20世紀初頭から第一次世界大戦までは、後期ロマン派の延長上にある音楽がドイツ語圏、特にオーストリアのウィーンを中心に多く作られた。マーラーやリヒャルト・シュトラウスなどがその代表と言える。またツェムリンスキーから新ウィーン楽派の初期にかけてが、この後期ロマン派の最後期と見てよい。シェーンベルクの「浄夜」「ペレアスとメリザンド」「グレの歌」、ベルクの「ピアノソナタ」、ヴェーベルンの「夏風の中で」などがそれにあたる。
シェーンベルク、ベルク、ヴェーベルンはそれらの初期作品の後、1908年頃から徐々に調性を放棄し無調による表現主義と呼ばれる作風へ至った。また1920年代にはそれを組織化する手段として十二音技法を生み出し、以後この技法による表現の可能性を各人がそれぞれ独自性をも示しつつ探求した。
これに対し、ツェムリンスキーやシュレーカーは機能和声からは離脱し、部分的には複調も取り入れつつも、その後も後期ロマン派の香りを留めた調的作品を残した。
新ウィーン楽派の影響を受けたその後の世代の作曲家にはクレネクやアイスラーがいる。クレネクは若い頃は新古典主義様式による歌劇を大ヒットさせたりしていたが、1930年代後半からは十二音技法を取り入れた。アイスラーは無調や十二音技法の影響をうけつつも、政治的作品を多く残し、大衆への訴えのために平明な調的語法も用いた。

#### その他のドイツ語圏の動向
新ウィーン楽派以外の動向では、拡大された調性によるネオ・バオック的新即物主義、新古典主義のヒンデミットがドイツ語圏では最も強い影響力を持っていた。そのほか、近代的な味付けを施して後期ロマン派を継続させたコルンゴルト、無調や複調を用いて20世紀の不安を暴力的に描くK・A・ハルトマン、独特なオスティナート語法が特徴的なカール・オルフなどが挙げられる。その後の世代としては、ブラッハー、アイネムなどがヒンデミット的な全音階的調的語法を受け継いだ。

### フランスおよびフランス語圏

#### 印象主義、原始主義の音楽とロシア・バレエ団
フランスではサン＝サーンス、フォーレ、ショーソンといった19世紀後半より活躍した作曲家たちが、ワーグナーの影響を受けながらもフランス独特の音楽様式を確立していた。その様式のエスプリ（精神）は保ちながらも、音楽的には機能和声の放棄というまったく新しい語法を開拓したのがドビュッシーであり、ラヴェルと共に美術の印象派（印象主義）になぞらえて「印象主義の音楽」と呼ばれた。（どちらが先かという問題に対しては、関係項目を参照）。彼らは感覚的ではあるが高次倍音を取り込んだ新たな和声や、聴き手に視覚的な印象を想起させる色彩的で遠近法的な管弦楽法を生み出した。またドビュッシーによってはじめて多用された全音音階は、調性感覚を薄める音楽語法の一つとして注目され、以後多くの作曲家が追随した（全音音階は部分的な使用についてはグリンカなどにも先例があるが、繰り返し使用して一般に認知されたのはドビュッシーからである）。

#### 新古典主義
フランス六人組と呼ばれる作曲家およびその周辺の同世代の作曲家（イベールやルーセルなど）は、年長のサティを旗印とし（ただし後に一部は絶交）、美術家のピカソや詩人コクトーらとも関わりながら新古典主義の音楽活動を展開した。

#### 木管楽器の音楽とオルガン音楽の発展
フランス楽派と呼ばれる演奏流儀が、パリ音楽院の器楽科を中心として20世紀初頭ごろより勃興した。特に木管楽器は楽器の改良と共に奏者の技術も目覚しく発展し、それに伴い多くのフランスの作曲家が、日々進歩する楽器の性能を駆使しつつ多くの新しい曲を生み出した。木管楽器奏者のソロや室内楽のレパートリーには、現在もなおこの時代のフランスの音楽が多い。
またオルガン音楽もこの頃特に盛んであった。オルガンは主に教会のミサで演奏されることが多く（フランスはカトリック国であり、ほとんどの教会はカトリックのしきたりに沿ってミサを行う）、司祭をはじめ会場の動きや時間配分に合わせて即興演奏を行う必要がある。よってオルガンには即興演奏が付きものなのだが、19世紀のフランク以来の流儀を引き継いで、フランスのオルガン音楽は即興のみならず目覚しい発展を遂げた。またもちろん、優れた即興を書き留めてそれを元に作品を練り上げることもあった。この分野ではデュプレをはじめ、後述のトゥルヌミールやジャン・アラン、さらにヴィドール、デュリュフレなどが挙げられる。メシアンもオルガニストとして活躍し、生涯の広範囲にわたって多くの優れたオルガン音楽を作曲している。

#### ジュヌ・フランス
フランス六人組よりもさらに若い世代として、ジュヌ・フランス（若きフランス）と呼ばれる作曲家グループが結成された。主要なメンバーはメシアン、デュティユー、ジョリヴェである。彼らはその活動の最初期において、フランス近代音楽の潮流を引き継ぎつつも、調性音楽からの乖離を試みた。しかし新ウィーン楽派のように、旋法性などをも全面的に否定した訳ではなかった。その他、オルガン音楽の分野で有名なトゥルヌミール、ジュアン・アランらもメンバーであった。ジュアン・アランはオルガニスト・マリー＝クレール・アランの兄であり、彼自身もオルガン曲を中心に活発な作曲活動をしていたが、第二次世界大戦で戦死した。
特筆すべきは、メシアンが1930年代に本格的な作曲活動を開始したばかりの頃、同時期に生まれたばかりの新しい電子楽器オンド・マルトノを複数用いて作曲していることが挙げられる。委嘱による機会ではあったが、その中の1曲「美しき水の祭典」は、その後彼が第二次世界大戦で捕虜となった際に書かれて代表作の1つとなった「世の終わりのための四重奏曲」に転用している。ジョリヴェも戦後まもなく「オンド・マルトノ協奏曲」を作曲した。

### イタリア
オペラにおいては、マスカーニの「カヴァレリア・ルスティカーナ」の大成功（1890年）を受け、ヴェリズモ・オペラの流行が起きた。同作およびレオンカヴァッロの「道化師」の2作がその傾向の代表作とされる。彼らと同世代に属するプッチーニはもともとヴェリズモの影響を受けつつ後期ロマン派の作風から出発したが、20世紀に入ると全音音階や激しい不協和音・平行5度を多用するなど、部分的には同時代の先端の技法を取り入れていて、イタリア印象主義音楽の先駆者となった。
イタリアの音楽界は圧倒的にオペラ中心であり、演奏会用の管弦楽や室内楽を積極的に書く作曲家はなかなか現れなかった。そこに現れたのがレスピーギである。中でも「ローマの松」において、実際の鳥の声を録音したものを上演中に再生して使用する試みは注目に値する。レスピーギはまた旋法の復興にも熱心であり、この点では同時代のフランス音楽とも共通する語法を探求したと言える。レスピーギと同世代のカゼッラ、マリピエロ、ピツェッティの3人は複調や新古典主義などの近代的語法をより本格的に取り入れ、イタリア近代音楽に大きく貢献した。
前衛的な活動としてはダラピッコラによって、イタリアにおける最初期の十二音技法の試行が挙げられる。実際は同時期にシェルシによっても同様の試みが行われていたが、シェルシにとって十二音技法は自己の語法とあまりにかけ離れており、結果的に精神的破綻を起こしてしまう。以後は異なる作風に転向した。シェルシの音楽は1980年代のケルンのISCMの現代音楽祭でツェンダーにより指揮され、ようやく世界的に認識された。

### 北欧と中欧・東欧
19世紀の音楽はドイツ語圏が大きな中心となっていた。それに対していわゆる周辺国の作曲家が独自の民族的な音楽語法を探索する動きもすでに起こっていたが、20世紀以降に新たな展開を見せた。
日本においても伊福部昭などにより民族主義が試みられているが、これは概論（日本）において記す。

#### 北欧
北欧では、フィンランドのシベリウスが帝政ロシア支配下のフィンランドで民族的な題材やメッセージを込めた音楽を多く世界に発信し、その後独自の音楽語法を発展させて、フィンランドの国民的作曲家となっていたが、そのスタイルは後期ロマン派と伝統的調性から大きく離れるものではなかった。デンマークのニールセンも同様に後期ロマン派様式を基本としていたものの、リズムの扱いや複調の導入などでより近代的な面を持っている。この1860年代から1870年代生まれの世代には、他にもスウェーデンのアルヴェーンやステンハンマルなどがいるが、いずれも後期ロマン派様式の範疇にある。北欧の音楽がより近代音楽としての性格を持ち始めるのは、より後の世代の作曲家からである。アーッレ・メリカントはフィンランドにいながらにして、世界的に見ても最も前衛的な立場を取る作曲家の1人であった。ノルウェーのヴァーレンは無調や十二音技法による作品を残し、「北欧のシェーンベルク」などとも呼ばれた。スウェーデンのアラン・ペッタションは17曲に及ぶ無調の長大な交響曲を残している。

#### 中欧、東欧
中欧・東欧ではまずハンガリーのバルトークとコダーイの2人が挙げられる。特にバルトークは民族的な語法から純粋な音楽現象としての作曲理論を確立させ、調性音楽における転調理論の極限までの発展と、新ウィーン楽派の十二音技法とは別の流儀での12半音階の完全組織化を試み中心軸システムと呼ばれる音組織やフィボナッチ数列を用いた独自の作品を残した。
チェコではシュレーカーやニールセンと同様の後期ロマン派と近代の架け橋的存在としてスーク、ノヴァーク、より民族主義的独自性の強いヤナーチェクがおり、より後の世代としては新古典主義に進んだマルティヌー、微分音を追求したハーバがいる。ポーランドではシマノフスキが重要な存在で、ポーランド楽派の基礎となった。一連の交響曲などによって民族的でありながら同時に極めて印象主義的な作風を示している。

### ロシア（ソ連）
ロシアの近代音楽に相当するのは国民楽派以後の作曲家だが、とりわけスクリャービン、ストラヴィンスキー、プロコフィエフ、ハチャトゥリアン、それにショスタコーヴィチが代表的な存在である。
スクリャービンは前期においてはショパンやワーグナーの影響を示す後期ロマン派様式の作品を書いていたが、やがて独自の神秘和音などの技法を発展させて機能和声から離脱し、晩年には無調に到達した。
ロシア革命前後のソ連では、前衛的社会を建設しようとする社会気風と相まってロシア・アヴァンギャルドと呼ばれる前衛的な芸術運動が生まれ、音楽においてはロースラヴェツやモソロフらがスクリャービンの後期の様式をもとに前衛的な作品を生み出したが、スターリン体制の成立と共に前衛的芸術活動は弾圧され、作風の変更を余儀なくされた。
またこの頃ディアギレフが主宰するロシア・バレエ団（バレエ・リュス）がパリで活躍し、多くの作曲家にバレエ音楽を委嘱した。前述のフランスのドビュッシーやラヴェルも、彼らの代表作の1つとなるような作品を残したが、このバレエ団によって世にその名を轟かせたのはなんといっても、この時代にロシア革命を逃れてフランスで活動したストラヴィンスキーだろう。初期三大バレエと呼ばれる「火の鳥」「ペトルーシュカ」「春の祭典」を続けて発表するが、3作目の「春の祭典」はあまりにショッキングな作風のため、会場のシャンゼリゼ劇場は演奏中から乱闘騒ぎを起こし、空前絶後の混乱に陥った（ただし、パリ市民の音楽界での乱闘騒ぎは、過去にワーグナーの「タンホイザー」パリ初演などの例がある）。しかし翌年演奏会形式で再演したときには好評を持って迎え入れられ、新たな音楽の潮流として世に認められた。ストラヴィンスキーはその後1920年代には新古典主義に転向し、1939年アメリカへ渡ると、1950年代からは音列技法へ進んだ。
プロコフィエフは初期にはストラヴィンスキーの原始主義に接近して交響曲第2番、第3番などを書き、また同時に新古典主義様式の「古典交響曲」などを作曲していたが、亡命先からロシアへ帰国した後は、新ロマン主義的ともいえる社会主義リアリズムの作風に進んだ。ハチャトゥリアンはアルメニアの民族音楽と深く結びついた社会主義リアリズムの作風を持つ。ショスタコーヴィッチはシェルシのような即興音楽と深い関係があり、バッハの対位法やベートーヴェンの動機展開なども独特に駆使したが、政治的圧力との戦いによって後に前衛的な手法を放棄または隠すざるを得なかった、運命的に後のユン・イサンやノーノに見られる政治音楽の先駆者でもある。

### イギリス
エルガーのような純粋に後期ロマン派の作曲家よりも後の世代では、「イギリス印象派」とも呼べる作曲家たちを挙げる事ができる。すなわちヴォーン・ウィリアムズ、ホルスト、ディーリアスらである。ディーリアスのみが完全な印象主義の手法で作品を発表しているが、他の作曲家はロマン派との手法が混在している。これに対し、ウォルトンはより不協和で近代的な作風を持ち、さらに後の世代ではティペットやブリテンが重要な存在である。

### スペイン
この項のいずれの作曲家もスペインの民族音楽と深く結びついている。また、主要な作曲家全員がパリで学んでおり、印象主義を始めとしたフランス音楽の要素を自らの作品に取り込んでいる。
後期のアルベニスは教会旋法や2度和音を活用した非常に斬新なピアノ作品をいくつか手がけた。代表曲は「イベリア」である。
ファリャは「三角帽子」における運命の動機の引用や「クラヴサン協奏曲」等、新古典主義の傾向見られる。
他にロマン主義的な作風を最後まで貫いたグラナドス、「イベリア」やとりわけ同世代のフランス音楽の影響が強いトゥリーナ、印象主義的な静謐な作風の曲を多く手がけたモンポウらがいる。

## 概論（アメリカ）
アメリカで新しく生まれた音楽として、ジャズが挙げられる。一般的にはクラシック音楽とジャズは切り離して語られるものであり、詳細はジャズの項に譲るが、このジャズ（最初期のディキシーランド・ジャズやスウィング・ジャズ）をたくみに取り入れた作曲家としてガーシュウィンが挙げられる。
ガーシュウィンはジャズを取り入れた「ラプソディー・イン・ブルー」によって一躍有名となり、後には「パリのアメリカ人」や歌劇「ポーギーとベス」やミュージカルなどを書くが、多忙が祟って39歳で病死した。
ガーシュウィンと同じくユダヤ人のアーロン・コープランドは1900年の生まれだが、様式的には近代音楽に入れられる。アメリカ人で最初のアメリカらしい作品を書いたことで有名で、「エル・サロン・メヒコ」などのようにラテン音楽からのイディオムも使ってはいるが、多くは三大バレエのように映画音楽からの敷衍である。これらを総合した物に交響曲第3番がある。その同じユダヤ系の弟子のレナード・バーンスタインは「ウェスト・サイド・ストーリー」のようにむしろポピュラー系のミュージカルによって圧倒的に知られているが、本人の志向していたのはむしろ別で、3つの交響曲などの近代・現代手法の混合したテクニックによる一流の構成法で垣間見る事ができる。
アイヴズ、エリオット・カーター、ヴァレーズなど戦前の前衛音楽については現代音楽に分類される事が多い。

## 概論（日本）
ここでは明治維新以降の西洋音楽の受容から民族主義、戦時中の動向について記す。
日本では1879年（明治12年）に東京藝術大学の前身である音楽取調掛が設けられ、音楽研究および西洋音楽をベースとした音楽教育（唱歌教育）の形成の取り組みが始められた。1881年（明治14年）に『小学唱歌集』初編の出版届け出がなされる。
音楽取調掛を率いたのは伊沢修二だが、ほかに神津仙三郎（専三郎とも）、山勢松韻、内田彌一、芝葛鎮（ふじつね）、上眞行（うえ・さねみち）らの名を挙げることができる。後に近代的な日本美術の形成に力を尽くすことになる岡倉覚三（岡倉天心）は、音楽取調掛の最初期に通訳としてかかわった。
さらに、米国の音楽教育家であるメーソンの存在を忘れるわけにはいかない。メーソンは1880年（明治13年）の春に来日、1882年（明治15年）の夏まで滞日して、明治国家の西洋音楽受容に一定の役割を果たしたと言える。メーソン離日後、しばらく後任はいなかった。1883年（明治16年）6月からは、かねてより海軍軍楽隊教師として滞日していたエッケルト（ドイツ）が、音楽取調掛を指導するようになる。日本のドイツ音楽偏重志向はこのときから始まると言えるかもしれない。
音楽取調掛は一時音楽取調所と称されるが、またすぐに元に戻る。1887年（明治20年）には東京音楽学校に昇格した。
のちに瀧廉太郎がドイツへ留学し、日本人による初の西洋音楽の様式による作曲が行われる。滝が世に出した器楽曲はピアノのためのメヌエットと憾みの2つであった。滝は留学直前に多くの唱歌（幼稚園唱歌、小学唱歌など）を作曲するが、ライプツィヒ留学中に結核に罹り、中退・帰国後に夭折してしまう。
滝の跡を継いで日本の洋楽シーンを牽引したのは山田耕筰である。山田はドイツに留学し、日本人初のオーケストラ曲「序曲ニ長調」、交響曲「勝鬨（かちどき）と平和」といういずれもドイツ中期ロマン派の伝統を継ぐ師のブルッフの語法に沿った作品を相次いで発表する。その後、ワーグナーやリヒャルト・シュトラウスなど後期ロマン派の影響を受けた音詩『曼陀羅の華』、『暗い扉』などを発表。帰国後に指揮者としてまず日本のオーケストラ運動を興すが挫折し、アメリカへ渡って自作を紹介するなどして成功した後に日本で作曲と指揮の両面で活動を再開、日本で初めての本格的なオペラ「黒船」を作曲するなど多方面で活動した。
明治以降日本の洋楽シーンはドイツ偏重だったが、池内友次郎はフランスに渡り、近代フランス音楽の様式を日本に持ち込んだ。
諸井三郎などのドイツ派、池内友次郎などのフランス派の2大アカデミズムが東京音楽学校において日本の洋楽シーンを席巻していたが、一方で昭和に入ると、松平頼則、伊福部昭、早坂文雄のように独学や東京音楽学校とは無縁の出自を持つ作曲家も現れた。彼らは戦後まもなく新作曲派協会を結成することになる。

## 近代音楽の代表的な作曲家
複数の分野にまたがる作曲家を含む。

### 1944年以前
- 新古典派
  - 六人組の作曲家
  - エリック・サティ
  - パウル・ヒンデミット
  - イーゴリ・ストラヴィンスキー
- 社会主義リアリズム
  - セルゲイ・プロコフィエフ
  - アラム・ハチャトゥリアン
  - ドミートリイ・ショスタコーヴィチ
- 新ウィーン楽派（参照：十二音音楽）
  - ヨーゼフ・マティアス・ハウアー
  - アルノルト・シェーンベルク
  - アルバン・ベルク
  - アントン・ヴェーベルン
- 新民族音楽主義
  - ベーラ・バルトーク
  - 伊福部昭
  - ニコス・スカルコッタス
  - カロル・シマノフスキ
  - フェデリコ・モンポウ